# Kareem Brewton
Kareem Brewton Jr. (nacido en Snellville (Georgia), 26 de diciembre de 1995) es un baloncestista estadounidense que pertenece a la plantilla del Basket Zielona Góra que compite en la TBL. Con 1,88 metros de estatura, juega en la posición de escolta.

## Trayectoria deportiva

### Profesional
Comenzó a jugar en el Shiloh High School de su ciudad natal, hasta que en 2015 ingresó en el Eastern Florida State College de Cocoa en Florida, donde disputó dos temporadas, desde 2015 a 2017.
En 2017, ingresó en la Universidad de Memphis, donde jugaría durante dos temporadas la NCAA con los Memphis Tigers, desde 2017 a 2019.
Tras no ser drafteado en 2019, en la temporada 2020-21, firma por el Esgueira Basket de la Liga Portuguesa de Basquetebol.
En la temporada 2021-22, firma por el CS Phoenix Galati de la Liga Națională rumana.
El 17 de agosto de 2022, firma por el Basket Zielona Góra que compite en la TBL.